# Robert Nanteuil
Robert Nanteuil (Reims, 1623 – Parigi, 9 dicembre 1678) è stato un pittore e incisore francese.

## Biografia
Ad eccezione di alcune opere giovanili, come il Matrimonio mistico di santa Caterina, incisa nel 1646 con Nicolas Regnesson, suo cognato e maestro, Nanteuil si dedicò interamente al ritratto. In tale genere utilizzato tecniche diverse: il disegno a mina di piombo, su pergamena, l'incisione a bulino, il pastello. L'unità della sua opera è dovuta peraltro ad uno studio attento dei volti, analizzati con precisione, talora con freddezza, ma con tale acutezza che la personalità del modello risulta come familiare. Grazie a lui ci sono noti i volti di Luigi XIV (che incise 11 volte), il cardinale Mazarino (14 volte), Jean-Baptiste Colbert (sei volte), Nicolas Fouquet, Turenne, Cristina di Svezia.

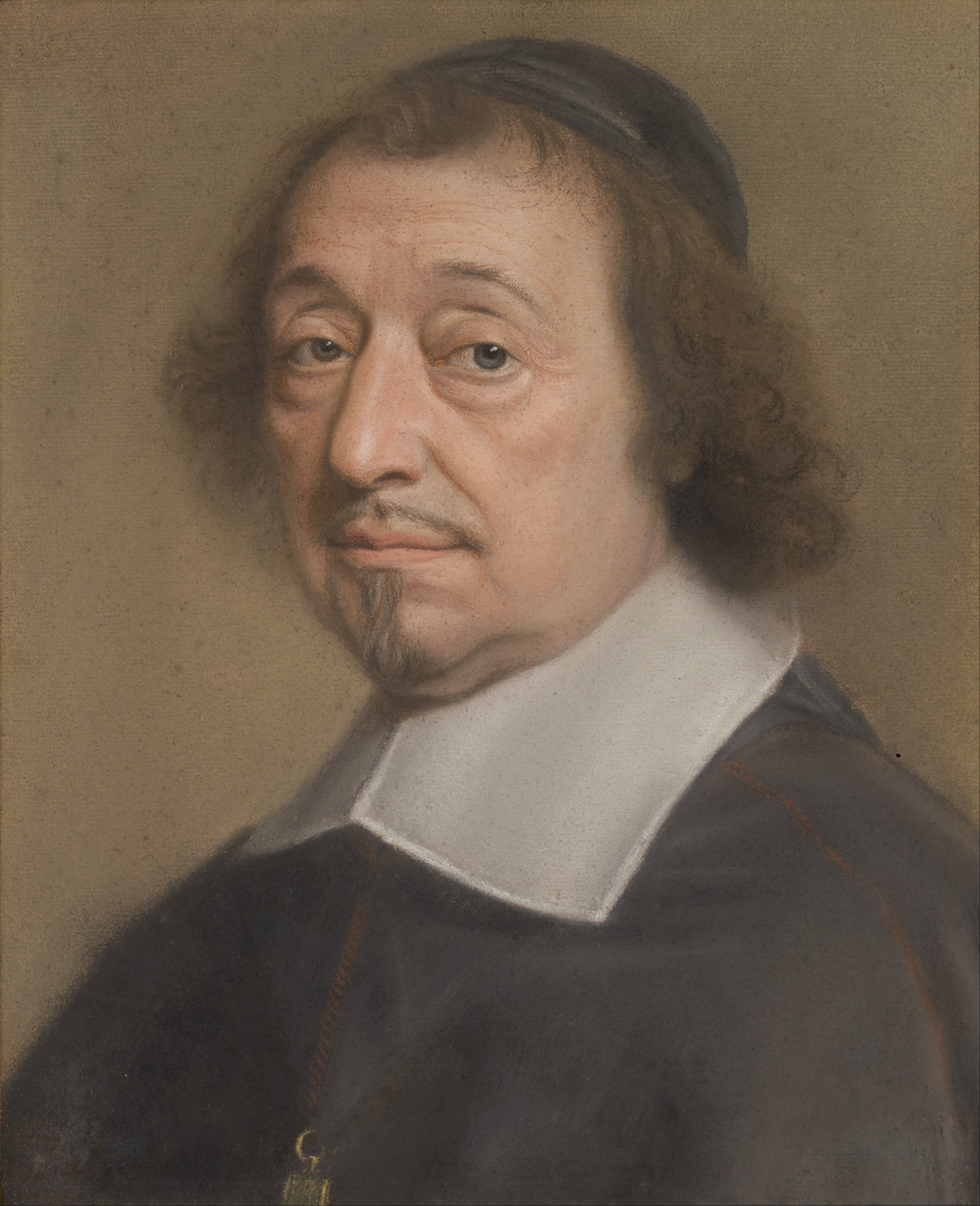
Ritratto di Mons. Louis Doni d'Attichy, Vescovo di Riez, Getty Center, Los Angeles

Talvolta si limitò a incidere ritratti già realizzati da contemporanei, come Philippe de Champaigne, Sébastien Bourdon, Charles Le Brun, Nicolas e Pierre Mignard. Soprattutto, però, in alcuni studi per personaggi meno celebri, come nel Ritratto di Marie di Bragelone, ora agli Uffizi di Firenze, raggiunge un'autentica originalità, perché applica una intensa analisi che è spietata, ma crea anche nuove emozioni.

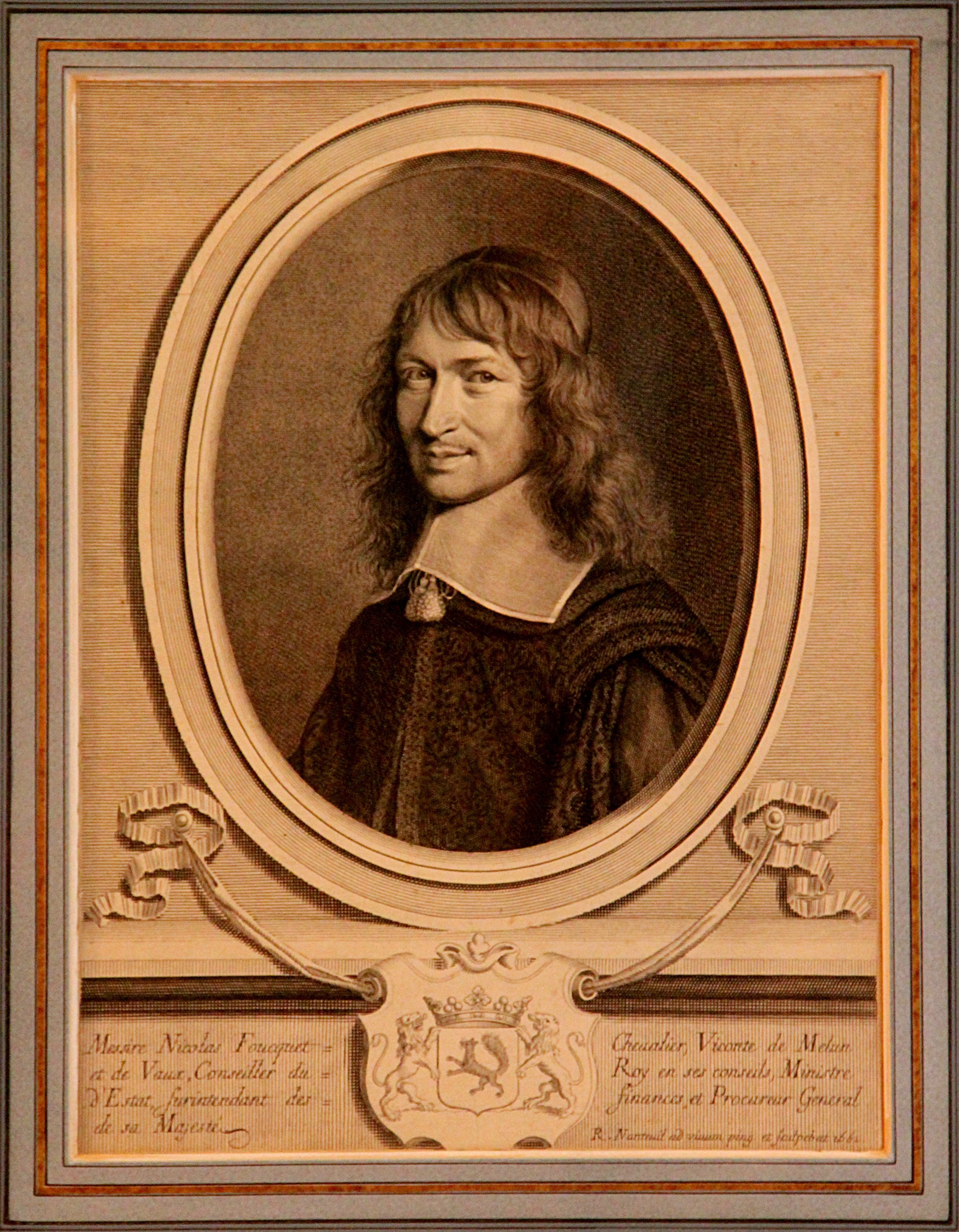
Ritratto di Nicolas Fouquet, Castello di Vaux-le-Vicomte, Maincy (Francia)

Sui ritratti a pastello sono presenti al Museo del Louvre di Parigi, come il Ritratto di Jean Dorieu del 1660 e il Ritratto di Dominique de Ligny, e al Museo di Belle Arti di Reims. Una raccolta di sue incisioni è entrata nella collezione del marchese Jacques-Louis de Beringhen, oggi alla Biblioteca nazionale di Francia.